# Rasmus Rathe
Rasmus Rathe (født 21. juni 1986) er en dansk fodboldspiller der spiller for Danmarksserieklubben Tjørring IF.
Rathe har spillet for 4 forskellige klubber men har aldrig optrådt i Superligaen. Tættest var han i sæsonen 2005/06 hvor han flere gange var i FC Midtjyllands spillertrup, men kom aldrig på banen. Ellers har den stået på reserveholdskampe resten af karrieren indtil skiftet til Holstebro.
Han kom til Holstebro Boldklub i april 2008 da klubben kæmpede for at undgå nedrykning fra 2. division Vest.